# Chris Kraus (Regisseur)

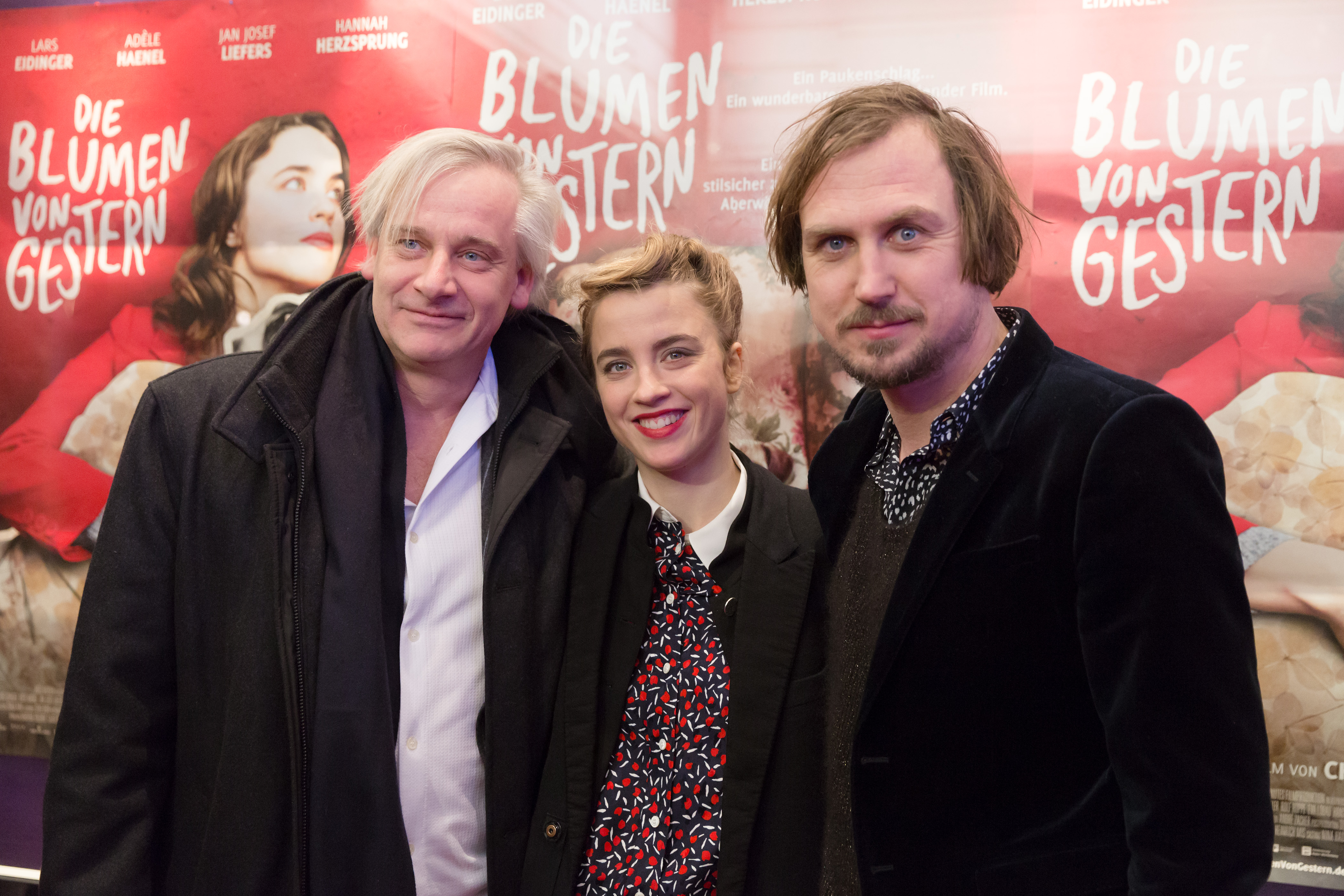
Chris Kraus (l.) mit Adèle Haenel und Lars Eidinger (Österreichpremiere von Die Blumen von gestern, 2017)

Christopher „Chris“ Johannes Kraus (* 1963 in Göttingen) ist ein deutscher Autor und Filmregisseur.

## Leben
Chris Kraus war zunächst als Journalist und Illustrator tätig, bevor er 1991 bis 1998 an der Deutschen Film- und Fernsehakademie Berlin Regie studierte. Seit 1994 arbeitete er als dramaturgischer Berater und Buchautor für Volker Schlöndorff, Rosa von Praunheim, Detlev Buck und andere Regisseure. Für das Fernsehen übernahm er mehrere Auftragsarbeiten, so z. B. das Drehbuch für einzelne Episoden der Serie Motzki und für die Krimikomödie Marga Engel schlägt zurück.
Im Jahr 2002 erschien sein erster Roman unter dem Titel Scherbentanz, den er selbst, unter anderem mit Margit Carstensen und Jürgen Vogel, verfilmte. Buch und Film erzählen vom Verhältnis eines an Leukämie leidenden jungen Mannes zu seiner alkoholkranken Mutter. Das Debütwerk wurde mit mehreren Preisen ausgezeichnet, so mit dem Bayerischen Filmpreis 2002 in den Kategorien Nachwuchsregie und Beste Schauspielerin (für Margit Carstensen), der Goldenen Kamera (für Jürgen Vogel), dem Europafilm-Award 2003 für Beste Regie beim 6. Internationalen Filmfest Mallorca und dem New Faces Award für Beste Regie.
2006 stellte Kraus seinen zweiten Spielfilm Vier Minuten (mit Monica Bleibtreu, Hannah Herzsprung und Nadja Uhl) fertig. Im Zentrum der Handlung steht eine musikalisch hochbegabte junge Frau, die als autoaggressive Mörderin im Gefängnis sitzt. Vier Minuten wurde an der Kinokasse zu einem der erfolgreichsten deutschen Kinofilme des Jahres und gewann weltweit mehr als 60 internationale Filmpreise, u. a. den Grand Prix des International Film Festival Shanghai, den Bayerischen Filmpreis 2007 in vier Kategorien und den Deutschen Filmpreis 2007, die „Goldene Lola“ für den besten Film.
2010 erschien sein dritter Spielfilm Poll (mit Paula Beer, Edgar Selge und Jeanette Hain), zu dessen Handlung ihn die Biographie seiner Großtante Oda Schaefer inspiriert hatte. Kinostart in Deutschland war am 3. Februar 2011. Poll gewann unter anderem den Spezialpreis der Jury beim Festa del Cinema di Roma sowie den Hauptpreis Goldener Biber beim Filmfest Biberach und wurde beim Bayerischen Filmpreis 2010 in drei Kategorien und beim Deutschen Filmpreis in vier Kategorien ausgezeichnet.
Zusammen mit den Regisseuren Tom Tykwer, Robert Thalheim, Axel Ranisch und der Regisseurin Julia von Heinz drehte Chris Kraus den Dokumentarfilm Rosakinder (2012) über die Beziehung zu ihrem gemeinsamen „Filmvater“ und Mentor Rosa von Praunheim. Kraus hat auch in Rosa von Praunheims Film Meine Mütter – Spurensuche in Riga (2007) mitgewirkt. 2018 widmete er Rosa von Praunheim sein Buch Sommerfrauen, Winterfrauen (im Buch wird von Praunheim „Lila“ genannt).
Für große Aufmerksamkeit bei Publikum und Kritik sorgte im Jahr 2016 seine Tragikomödie Die Blumen von gestern (mit Lars Eidinger, Adèle Haenel und Jan Josef Liefers). Der nach Vier Minuten kommerziell bislang erfolgreichste Kinofilm von Kraus erzählt die Liebesgeschichte zweier Holocaustforscher, wobei der Einsatz von schwarzem Humor und einer romantischen Erzählhaltung für z. T. starke Diskussionen in der Presse sorgte. Der Film war für den Deutschen Filmpreis in acht Kategorien nominiert, gewann u. a. den Grand Prix des International Film Festival Tokyo, den Baden-Württembergischen Filmpreis für den Besten Film, mehrere jüdische  Filmfestivals (u. a. Moskau und Berlin), den Gilde-Filmpreis für den Besten Film des Jahres und den Österreichischen Filmpreis für den Besten Schauspieler (Lars Eidinger).
Sein Debüt als Opernregisseur gab Chris Kraus mit Ludwig van Beethovens Fidelio 2008 am Teatro Valli di Reggio nell’Emilia zusammen mit dem Dirigenten Claudio Abbado. Zu sehen war diese Produktion, bei der auch der Wiener Arnold Schoenberg Chor und der Coro di Communidad di Madrid mitwirkten, auch am Teatro Real (Madrid), dem Festspielhaus Baden-Baden, dem Teatro Comunale in Ferrara sowie dem Teatro Comunale „Pavarotti“ in Modena. Die Inszenierung gewann 2008 den in Italien renommiertesten Opernpreis, den unter der Schirmherrschaft des Staatspräsidenten stehenden „Premio Abbiati“, in der Kategorie Beste Inszenierung des Jahres.
Neben seinen Regiearbeiten und der Tätigkeit als Drehbuchschreiber ist Chris Kraus auch als Romanautor hervorgetreten.
Der im Jahr 2017 erschienene zweite Roman Das kalte Blut ist von der SS-Vergangenheit des baltischstämmigen Großvaters und dessen zwei Brüdern inspiriert. Außerdem werden darin auch die Anfänge des Bundesnachrichtendienstes mit der Organisation Gehlen thematisiert. Die Recherchen für das Buch fingen 2002 an. Eine Verfilmung durch den Bayerischen Rundfunk als Miniserie ist in Vorbereitung.
2022 erhielt Kraus bei den Internationalen Hofer Filmtagen den Hans-Vogt-Filmpreis.

## Filmografie

### Regiearbeiten
- 2002: Scherbentanz (Regie und Drehbuch)
- 2006: Vier Minuten (Regie und Drehbuch)
- 2008: Bella Block: Reise nach China (TV; Regie und Drehbuch)
- 2010: Poll (Regie und Drehbuch)
- 2012: Rosakinder
- 2016: Die Blumen von gestern (Regie und Drehbuch)
- 2023: 15 Jahre (Regie und Drehbuch)

### Weitere Drehbücher (auch Mitarbeit)
- 1999: Der Einstein des Sex
- 2000: LiebesLuder
- 2004: Basta – Rotwein oder Totsein
- 2004: Acapulco

## Literarische Werke
- Scherbentanz. Frankfurter Verl.-Anst., Frankfurt 2002, ISBN 3-627-00090-0.
- Die Blumen von gestern. Diogenes, Zürich 2017, ISBN 978-3-257-30049-9.
- Das kalte Blut. Diogenes, Zürich 2017, ISBN 978-3-257-06973-0.[6][7]
- Sommerfrauen, Winterfrauen. Diogenes, Zürich 2018, ISBN 978-3-257-07040-8.